# Música de Corea

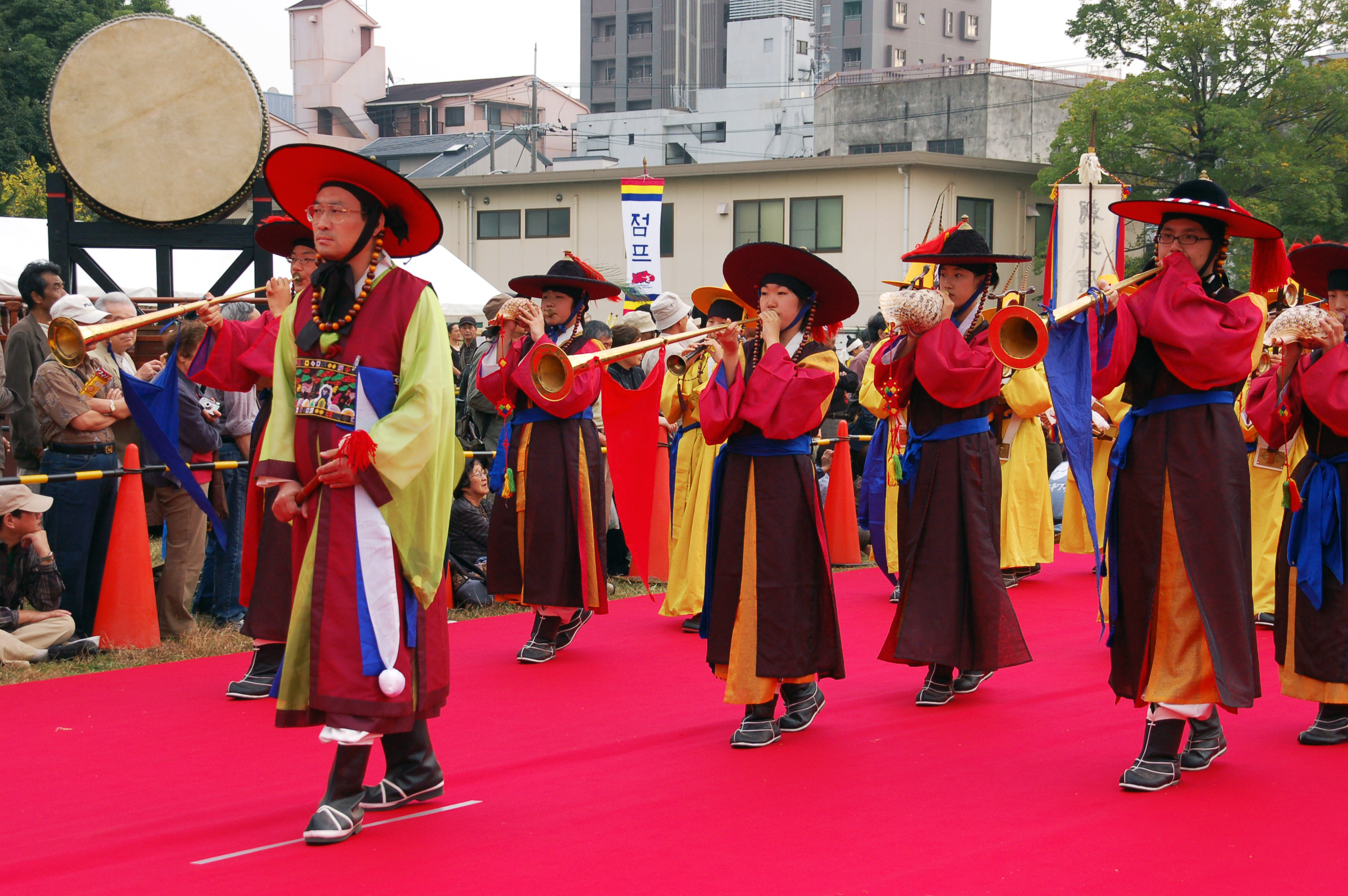
Desfilada de música tradicional a Seül.

La música coreana tradicional inclou combinacions de folk, música vocal, música religiosa i també estils de música ritual dels coreans. La música coreana, juntament amb l'art, la pintura i l'escultura ha estat practicada des de temps prehistòrics.
Existeixen dues cultures musicals diferents a Corea actualment: música tradicional (gugak) i música occidental (yangak).

## Història

### Proto–Tres Regnes de Corea
La música tradicional coreana del període dels Proto-tres regnes no és molt coneguda, però alguns documents històrics de la Xina descriuen que la gent de Buyeo, Goguryeo, Dongye i Samhan bevia i ballava en els seus festivals de collita. Aquells textos també diuen que els estats tribals coreans normalment adoraven el cel, ballant i bevent durant varis dies com un ritu agrícola.

#### Samhan
Les referències més antigues sobre música coreana apareixen en un text històric xinès, Registres dels Tres Regnes, escrits per Chen Shou (233-297). El text diu que el poble Mahan feia rituals els mesos de maig i octubre sense deixar de ballar durant dies. El Annals de la Dinastia Joseon, mentre regnava Sejong el Gran, relata que Samhan va tenir el seu estil propi de música però sense instruments musicals.

### Tres Regnes de Corea

#### Koguryö
La història de la música de Koguryö es divideix principalment en tres períodes: el primer és un període abans de la influència externa que va arribar quan el geomungo, un instrument tradicional, va ser inventat; el segon període es dona entre els segles IV i VI quan Koguryö va començar a formar una relació amb Wei del Nord; l'etapa final és des del segle VI fins a la caiguda del regne.
Hwangjoga (Hangul: 황조가; Hanja: 黃鳥歌) és una cançó de Koguryö composta per Yuri de Koguryö. La cançó parla bàsicament d'una princesa a qui va estimar.
Segons el Samguk Sagi (Cròniques dels Tres Regnes), escrit el 1145, el geomungo va ser inventat pel primer ministre Wang San-ak amb una forma similar a l'instrument xinès antic guqin (també va ser anomenat chilhyeongeum, literalment "cítara de set cordes"). Després de la seva mort, l'instrument es va transmetre a Ok Bogo, Fill Myeong-deuk, Gwi Geum, Un Jang, Cheong Jang i Geuk Jong, essent àmpliament estès al regne.
L'arquetip de l'instrument està pintat a les tombes de Koguryö. Van ser trobats a la tomba de Muyongchong i a la tomba d'Anak núm. 3.

#### Baekje
L'única cançó de Baekje que ha perdurat fins ara és Jeongeupsa (en hangul: 정읍사), però no en queden restes específiques com a les tombes de Koguryö i, per tant, és bastant difícil conèixer com eren realment. És evident que Baekje també celebrava un festival de collita al maig i a l'octubre similars al de Koguryö.
La música de Baekje es va conèixer a la Dinastia Song del Sud i de Wei del Nord, mentre alguns músics van ser convidats al Japó. Un home de Baekje anomenat Mimaji (en hangul: 미마지) va aprendre música i dansa a Xina i va emigrar al Japó el 612. Al 2001, l'emperador del Japó Akihito va dir que la música de Baekje és l'arrel de la música reial japonesa, des de l'Emperador Kanmu (r. 871-896) ell era un descendent de King Muryeong. (r. 501-523).

#### Silla

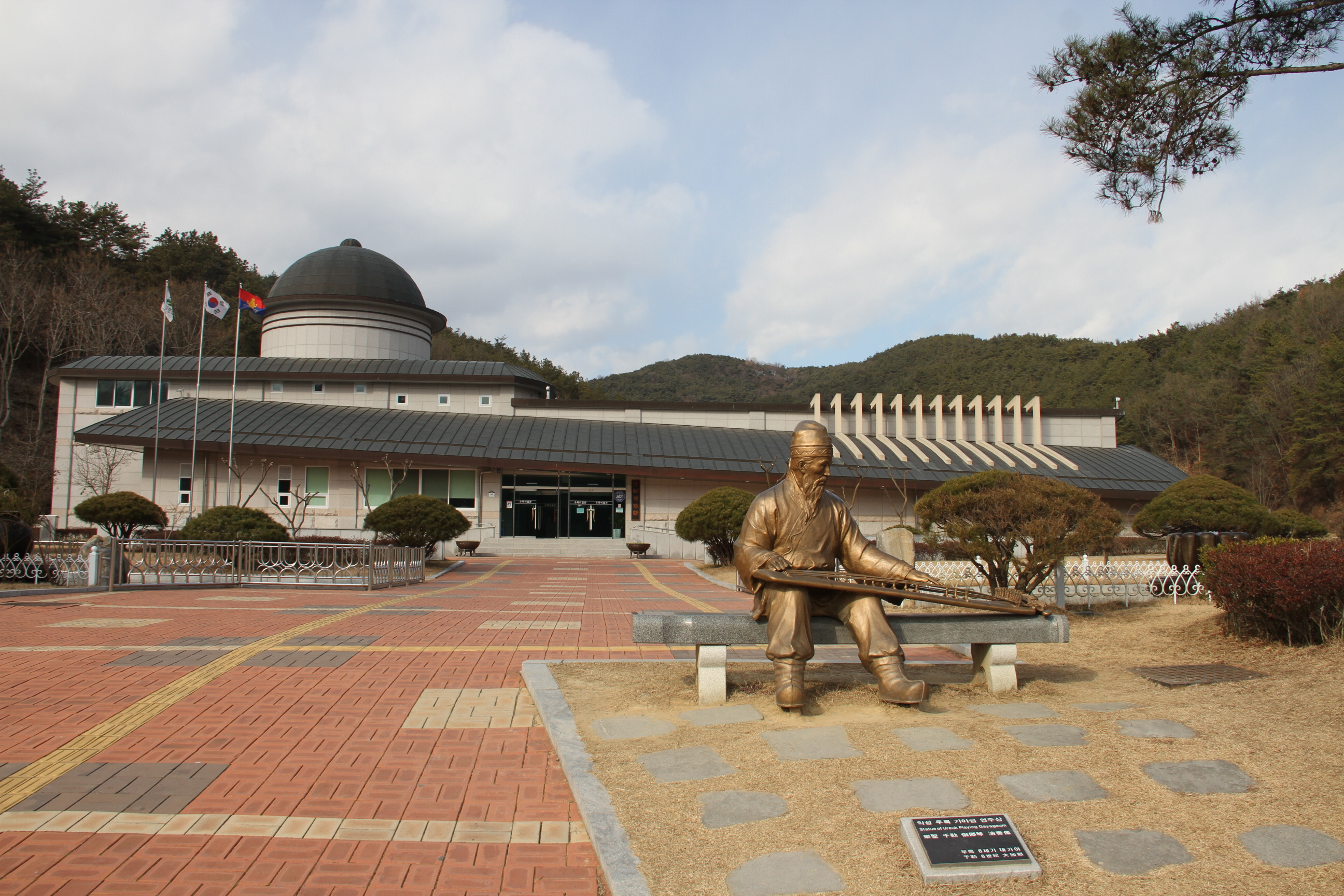
El museu de Ureuk en Koguryö, Gyeongssangbuk-do on mostra el desenvolupament de música a Gaya i Silla.

Abans que Silla unifiqués tres regnes, la música era representada per un instrument tradicional, el kayagum, del que es deia que Ureuk de Gaya el va portar al regnat de Jinheung de Silla quan els seus regnes van ser incorporats per les forces de Silla. Tot i que Samguk Sagi transmet 12 noms de composicions que Ureuk va fer, aquells no van ser del tot heretats. Dins el 13è any de Jinheung, Ureuk va ensenyar kayagum, cançons i balls a tres deixebles de Gyego, Beopji i Mandeok.
Més tard el famós erudit Choi Chiwon, qui va estudiar a la Dinastia Tang lluny del sistema de rangs de Silla noliejà cinc poemes de hyangak (música local) que descriuen les arts interpretatives de Silla cap al final de la seva era. Aquestes figures es troben als llibres d'història, goryeosa és una actuació de ballet de la cort que consisteix en el hyangak i dangak com a subcategories de la música coreana.

### Període d'Estats del Sud i del Nord

#### Silla unificada
Després de la unificació, la música de Silla va experimentar l'afluència de música diversa de Baekje i Koguryö amb un desenvolupament més ampli del hyangak, especialment el kayagum, geomungo, bipa de tres instruments de corda i altres de tres tubs. A més, la música de la Dinastia Tang va ser introduïda sota el regnat de Munmu de Silla. El cant budista, beompae (en hangul:범패) era àmpliament adoptat amb varietat d'instruments, formant un art únic de Silla. Durant la unificació de Silla es va crear l'Institut Reial de Música (en hangul:음성서).

### Goryeo
Taejo de Goryeo, el fundador de Goryeo, va seguir diversos costums de Silla que es poden trobar en una sèrie de celebracions budistes com Palgwanhoe i Yeondeunghoe. Tanmateix, la influència de Silla disminuí dramàticament al mig del seu període per causa de l'afluència de músiques de Song, establint una influència forta a la música de la cort coreana. Es va realitzar un gran banquet on les actuacions es van transmetre a Silla com el ball d'espases. La majoria de cançons de Goryeo van ser enregistrades en Akhak gwebeom després del segle xv de les quals les característiques eren les lletres en llengua coreana, diferents de les d'èpoques anteriors.
La dansa de la cort de Goryeo, anomenada jeongjae, pot ser dividida en dues categories: balls natius de hyangak jeongjae(향악정재); i el derivat de Tang dangak jeongjae (당악정재). A més, els balls folklòrics eren practicats per monjos i xamans.

### Joseon
Mentre Yi Seong-gye va fundar Joseon el 1392, la Dinastia Batad itot va adoptar l'anti-budisme i el pro-confucianisme que van afectar el patró musical de Yeak (예악, 禮樂). Tot i que alguns estudiosos com Jeong Do-jeon va fer diverses cançons per celebrar els moments inicials de Joseon, la notació va seguir les tendències de Goryeo.
Durant els períodes de la dinastia Joseon es van viure desenvolupaments considerables de la seva música durant el regnat de Sejong, que era en gran part atribuïble al músic Park Yeon. Park primer establí un òrgan independent de música i creà la notació d'estil coreà incloent-hi jeonganbo (en hangul: 정간보). Sejong de Joseon també va compondre cançons. Un fill de Sejong, Sejo, que va matar el seu nebot, Danjong també enregistrà la seva pròpia partitura dins la notació de diapasó. Aquests dos reis són els únics governants de qui es poden localitzar registres musicals.
La música i el ball van gaudir de posicions favorables en els banquets de la cort l i també a la classe d'elit Yangban. Les festes organitzades per oficials d'alt rang incloïen artistes diversos com pallassos i acròbates. Després de la meitat del seu període, els anomenats intermediaris (중인, Jungin) van venir per tocar diversos instruments i barrejar-los amb poemes lírics i cançons llargues i cícliques.

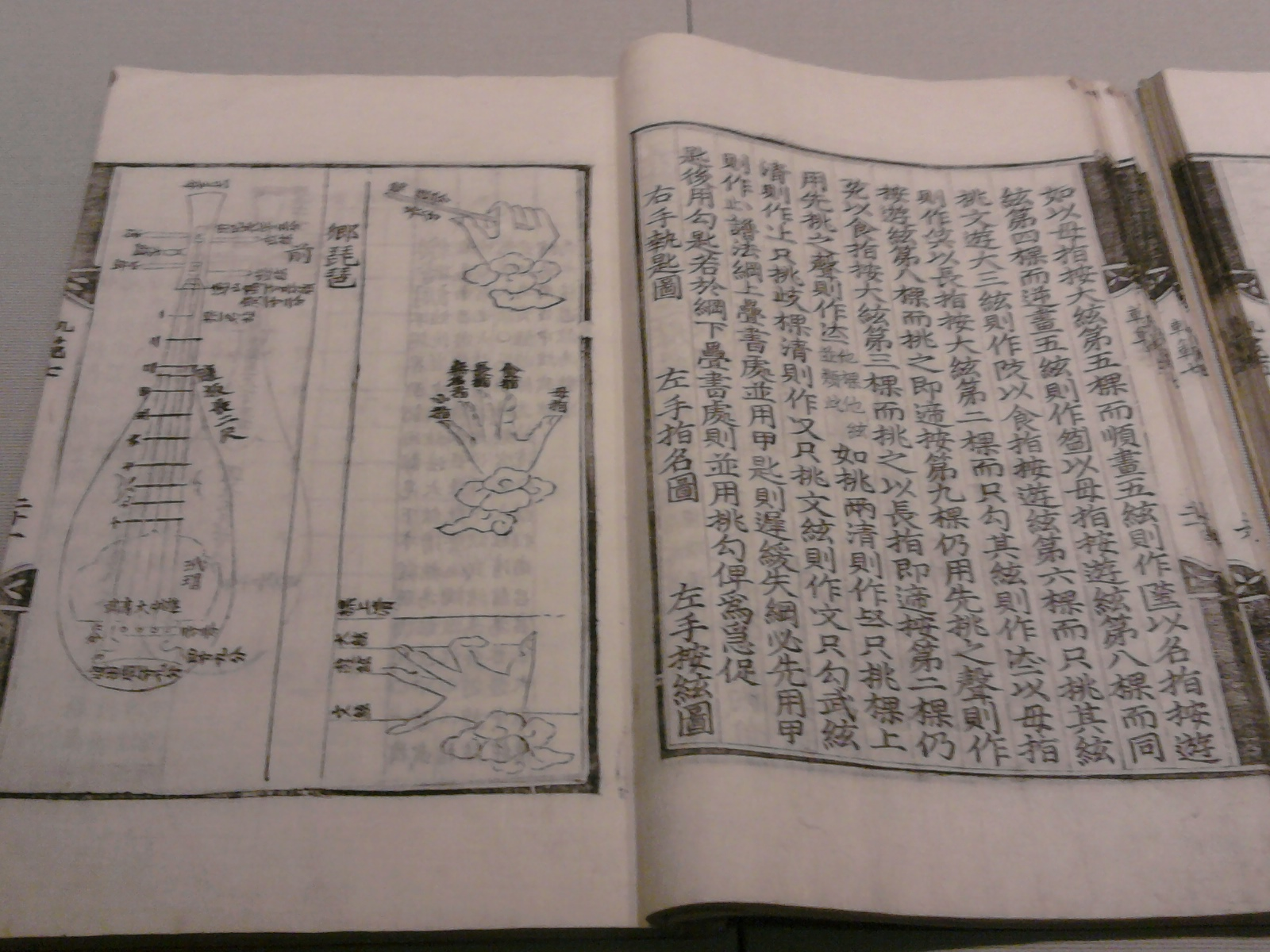
Una pàgina de "Akhakgwebeom".

El procés de compilar la música coreana tradicional continuà fins al regnat de Seongjong amb la publicació del primer text musical independent Akhakgwebeom.
A causa de dues grans guerres, la cultura de Joseon va passar per una sèrie de tràngols que van provocar la pèrdua de cançons i música instrumental de la cort i també dels santuaris. La situació musical a la fi de Joseon es pot descriure com la disminució en contra del seu període d'expansió.
Les cerimònies de culte als avantpassats anomenats Munmyo jerye i Jongmyo jerye van ser restablerts i es realitzen anualment, principalment per commemorar la mort dels erudits confucians i reis coreans.
El públic va gaudir del gènere de pansori, sanjo i namsadang-nori. El pansori emergí primer com la cultura comuna al mig Joseon. Tot i que és difícil determinar punts exactes de la seva evolució, la tradició oral d'aquest gènere va ser seguit no només per gent comuna sinó també per aristòcrates.
Al 1894, el govern de Joseon va enviar deu músics de la cort a l'Exposició de Boston (Estats Units) per construir una fundació independent.

### Després de l'Imperi coreà
Joseon va ser transformat en l'Imperi coreà amb vistes a organitzar la seva esfera fora de la interrupció externa, mentre els rituals dels imperis van ser recuperats i practicats a la música de la cort confuciana per celebrar l'expansió de la nació. Tanmateix, la colonització japonesa de Corea el 1910 va portar grans canvis dins i fora de Corea amb influcència de la música occidental. Després del col·lapse, la música de les corts coreanes difícilment es trobava a celebracions i rituals, essent remplaçada amb marxes. En comptes de pansori i gagok, les tendències musicals eren en gran part estils moderns i música clàssica. Seguit de la supressió cultural a la dècada de 1920, la música tradicional coreana amb prou feines va sobreviure.

## Música tradicional
La música tradicional coreana o minyo és variada i complexa, però totes les formes mantenen un conjunt de ritmes (anomenat 장단; Jangdan) i un conjunt vagament definit de modes melòdics amb diversos instruments, i fins i tot els tambors servien per demostrar la varietat de cicles rítmics.
A caude de que les cançons de diverses àrees són categoritzades sota les cançons populars Dongbu, els seus estils vocals i els modes són limitats. Per això, actualment, els investigadors estan intentant a crear categories més enllà del Dongbu, basant-se en característiques musicals diferents. Aquestes cançons són majoritàriament senzilles i brillants. Les cançons Namdo són aquelles de Jeolla, una part de la Província Chungcheong. Mentre les cançons populars d'altres regions són majoritàriament senzilles musicalment. Les cançons populars de la regió Namdo, on van ser creats els gèneres pansori i sanjo, rics i dramàtics. Algunes cançons Namdo són utilitzades al pansori o són interpretades per cantants professionals que les inclouen als seus repertoris. Les cançons populars Jeju són cantades l'Illa de Jeju, on són més abundants que a qualsevol altra regió, amb un repertori d'aproximadament 1600 cançons que han arribat fins avui. Es caracteritzen per línies melòdiques úniques i textos rics.

### Pansori
El pansori (판소리) és un cant narratiu vocal acompanyat de percussió. En aquesta forma d'art tradicional, de vegades anomenada erròniament 'òpera coreana', un narrador pot interpretar les parts de tots els personatges d'una història, acompanyat d'un percussionista. Les lletres parlen de cinc històries diferents, però són individualitzades per cada intèrpret, afegint sovint acudits o fets actuals i interactuant amb el públic. Un dels cantants més famós de pansori és Parc Dongjin (hangul: 박동진). L'any 2003 el pansori va ser nomenat patrimoni immaterial cultural per la UNESCO.
El Teatre Nacional de Corea ofereix mensualment l'oportunitat d'experimentar cançons narratives coreanes tradicionals o Pansori.

### Pungmul

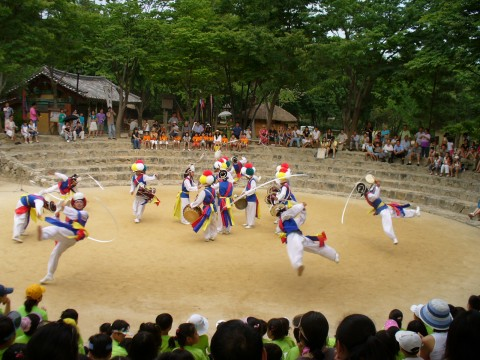
Pungmul

El pungmul:(풍물) és una tradició musical i popular coreana, amb una forma de música de percussió que combina tambors, dansa i cant. La majoria d'actuacions són a espais exteriors, amb dotzenes d'intèrprets, tots en moviment constant. Samul Nori, el nom original d'un grup musical fundat el 1978, ha acabat esdevenint el nom d'un gènere, fins i tot a l'estranger. Es basa en models musicals rítmics del pungmul i utilitza els mateixos instruments, però és més ràpid i normalment els músics estan asseguts.

### Sanjo
El sanjō (산조) s'interpreta sense pauses en els tempos més ràpids i és un dels gèneres més populars de música coreana tradicional. És enterament música instrumental i inclou canvis en els modes rítmics i melòdics durant el treball individual. El tempo augmenta a cada moviment. L'estil general del sanjo es distingeix per un intercanvi de moviments lents i una complexitat rítmica en els moviments més ràpids. Els instruments inclouen el conjunt de tambors janggu en contraposició a un instrument melòdic, com el kayagum o ajaeng. Alguns dels intèrprets més famosos són Kim Chukp'a, Yi Saenggang i Hwang Byungki. Hwang ha establert un nou tipus de gènere sanjo que implica repertori de kayagum per identificar i explicar els trets distintius musicals i la creativitat. 

### Jeongak
El jeongak (정악, 正樂) o chongak significa literalment "música correcta (o apropiada)", i la seva tradició inclou música instrumental i vocal, conreada principalment per intel·lectuals de la classe alta de la societat de Joseon. La branca instrumental té diverses versions de cambra llarga, principalment Yongsan hoesang, mentre la branca vocal de vegades inclou el significat de jeongga (cançó correcta) amb una gamma ampla de gagok, gasa i sijo.
Tot i que el jeongak té coses en comú amb la música de la cort, no pot ser classificat com a cançó popular des que la major part del públic no volia escoltar-les perquè incorporava danses de les corts. La música vocal normalment es canta en l'estil de kagok (가곡), que és per a veus mixtes (masculines i femenines) acompanyades de diversos instruments. La peça més coneguda de jeongak és Yeongsan hoesang de 9 suites que ara només té notes instrumentals.

### Nongak

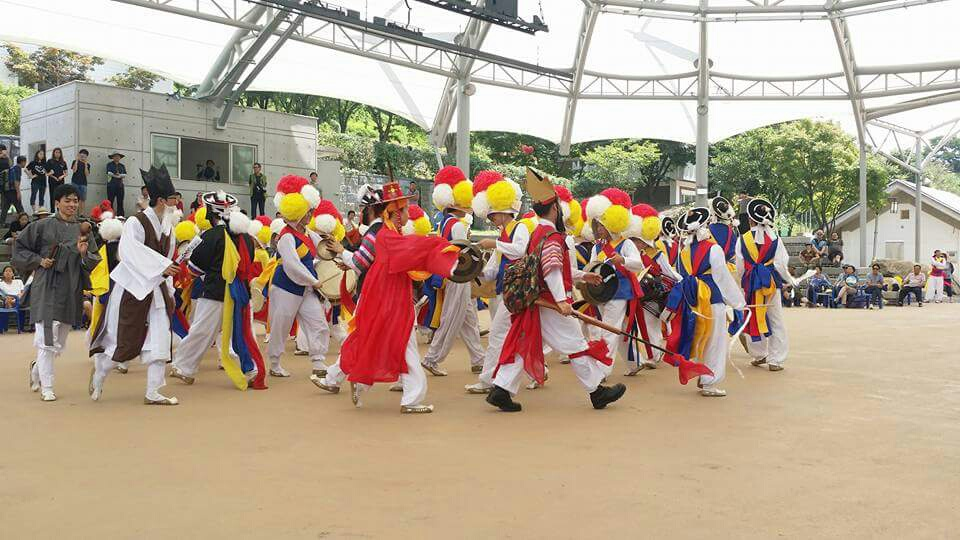
Desfilada Nongak de músics

El nongak (농악) fa referència a "la música dels pagesos " i representa un gènere musical important que ha estat desenvolupat principalment per camperols a la societat agrícola de Corea. La música dels pagesos es toca sempre en un espai obert del poble. L'organització del nongak varia segons la localitat i els músics, i avui dia hi ha un gran nombre d'estils regionals que impliquen molts instruments. D'ençà que el nongak inclou molts tipus de balls i canvis de formació, els ballarins i els músics tenen diversos tipus de format artístic segons el seu nivell i habilitat.

### Shinawi
El shinawi o sinawi (시나위) significa, en el sentit més ample, la música xamanista de Corea que es toca durant l'actuació de dansa ritual d'un xaman coreà  per a consolar i entretenir les deïtats de la regió del Sud-oest de Corea. En aquest sentit de la paraula, el terme és gairebé idèntic amb un altre terme, shinbanggok (literalment "música de cambra espiritual"), que indicava música xamanista general tocada durant la cerimònia religiosa coneguda com a kut. El format d'aquest gènere és comparativament solt amb diversos ballarins que s'uneixen i es dispersen a l'escenari.

### Salpuri
El salpuri (살풀이) és un ball ritual xamanista, realitzat com exorcism de fantasmes dolents.
 L'estil d'aquest ball ritual es caracteritza per ser senzill i tranquil. La bufanda llarga amb línies fluides expressa les línies llargues dels braços i dits del ballarí des d'una cantonada a l'altre de l'escenari, ocupant-lo tot sencer.

## Música de cort/ritual
La música de cort coreana conservada fins ara pot ser traçada al començament de la Dinastia Joseon el 1392. Actualment és estrany escoltar-la, excepte organitzacions patrocinades pel govern com The National Center of Korean Traditional Performing Arts.
Hi ha tres tipus de música de la cort:
- Aak és una forma importada de música ritual xinesa.
- Hyang-ak és una forma coreana pura.
- Dang-ak és una combinació d'influències coreanes i xineses.

### Aak
La paraula Aak és la pronunciació coreana de caràcters hanja, que indiquen l'equivalent forma de yayue en xinès i gagoku al Japó. Des de Confuci es va utilitzar aquest terme per distingir música elegant i beneficiosa de les melodies sense harmonia, va gaudir d'estatus favorable durant Joseon. Derivat de tipus més amples de notacions, Corea ha mantingut les seves melodies fins ara que havia perdut temps enrere a la Xina. Aak és considerat un tipus especial de música de la cort en cerimònies rituals específiques a concerts molt rars, com el Sacrifici a Confuci a Seül.

### Dang-ak
Dangak o tangak es refereix a la música que va venir de la Dinastia Tang. Els instruments de Tang van ser importats: durant el segle xii, Corea va rebre instruments musicals com a regals del governant xinès, que van ser utilitzats per l'orquestra als rituals de Confuci. Aquestes influències van proporcionar a Silla Unificada bones oportunitats per desenvolupar la seva cultura musical després de les visites dels intèrprets coreans a la Xina i viceversa, els intèrprets xinesos van visitar Corea el 1116.

### Hyang-ak
Hyangak significa literalment la música local o música nadiua a Corea, l'exemple és el Sujecheon, una peça de música instrumental de 1,300 anys. El hyangak aparegué primer durant el període de Silla amb quatre grups de corda i vent similar a l'oboè, anomenat piri. Pares i anglès indiquen els textos de Goryeosa: les dates més significatives de la música hyangak (música indígena; altres textos s'hi refereixen com a sogak) són 1114 i 1116, quan la cort va rebre dos regals del vuitè emperador de Song, Huizong. Corea era ràpida esdevenint un estat confucià i els reis havien començat per observar els ritus al cel, a l'agricultura, la terra i e gra, i als avantpassats reials.
Yongbieocheonga, Cançons dels Dracs que volen al cel, representa la seva unicitat mentre hyangak, que va ser originalment ajustat a diverses notes i lletres però el text es va perdre i només en quedà el ritme.

## Instruments tradicionals
Els instruments coreans tradicionals es poden dividir en tres grups:
1. Corda
2. Vent
3. Percussió

El gayageum (cítara de dotze cordes) i el geomungo (cítara de sis cordes pinçades) són part dels instruments de corda. L'haegum (violí vertical de dues cordes) i l'ajaeng (cítara de set cordes) són part de la corda T'ang. La música de corda de la cort també incloïa la cítara de set cordes i la cítara de vint-i-cinc cordes.

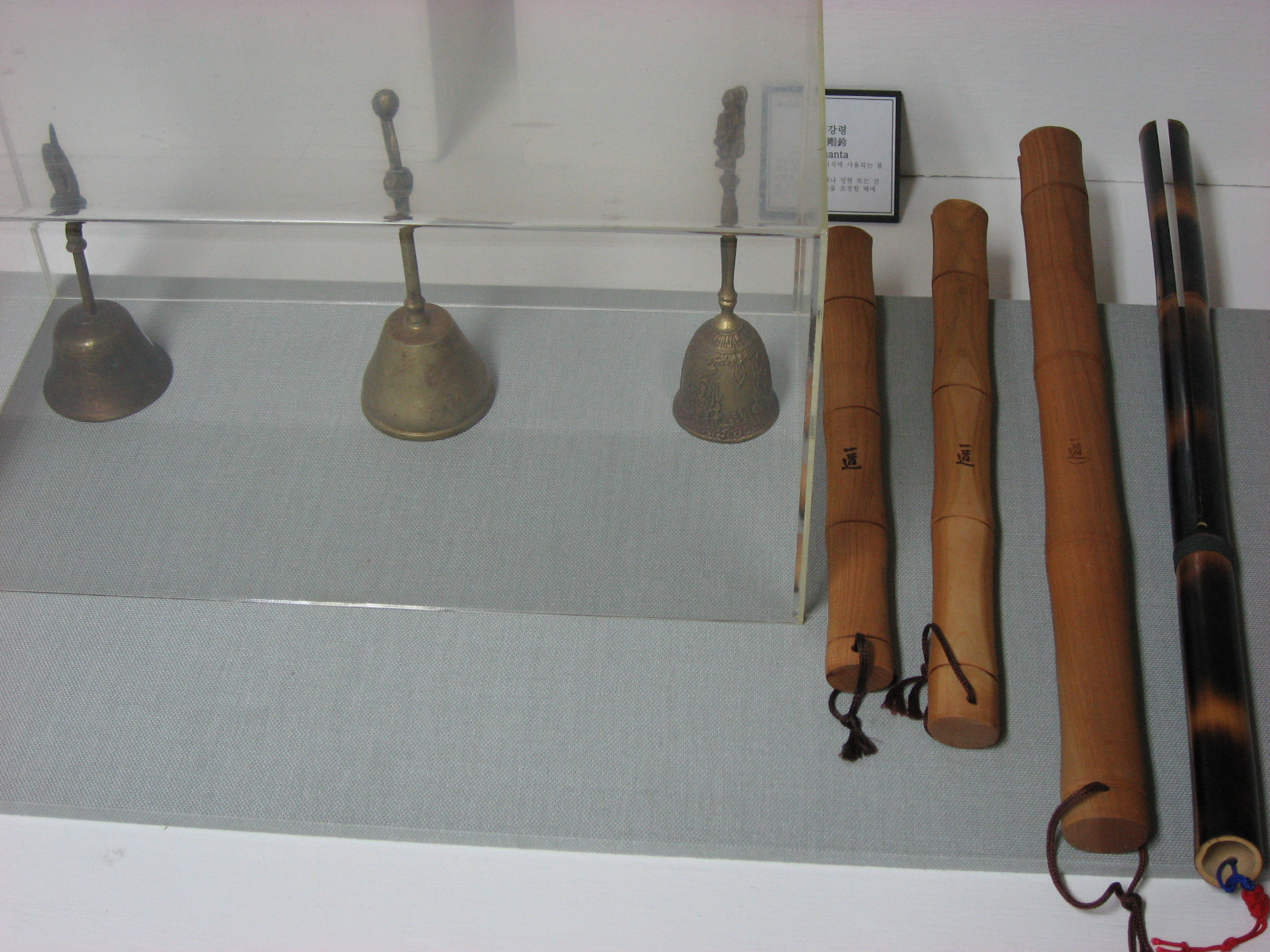
Campanes i Piri.

El daegeum (flauta travessera gran), el piri (oboè cilíndric) i la flauta d'herba són instruments aeròfons populars. El t'ang inclou l'oboè xinès, la flauta vertical i l'hojok o taepyeongso (flabiol). El saenghwang (orgue de boca), les flautes de pan, l'hun (ocarina), la flauta amb embocadura, el danso (petita flauta vertical), i la flauta són instruments de vent de la cort.
Els instruments de percussió tradicional inclouen el jing (gong gran en suspensió), kkwaenggwari (gong supès amb la mà), buk (tambor), janggu (tambor de dues membranes). El bak (batall) i el janggu són els instruments de la percussió T'ang. La percussió de la cort inclou el pyeongjong (campanes de bronze), pyeongyeong (repics de pedra), chuk (caixa de fusta quadrada amb mallet) i eo (raspador en forma de tigre).

## Música contemporània
Corea és un entorn vibrant de la música contemporània i produeix una varietat ampla d'estils. El país ha produït cantants internacionals i compositors prominents que inclouen Big Bang, un grup de nois la música dels quals ha esdevingut un fenomen global. La seva música, en essència hip-hop, pot ser inclòs en el gènere K-pop, que va emergir durant el 1990s i és una manera una mica lenta però segura d'arribar a la societat occidental amb l'Ona coreana.